# Chromolucuma baehniana
Espèce
Statut de conservation UICN

 LC  : Préoccupation mineure
Classification phylogénétique
Chromolucuma baehniana est une espèce de plantes à fleurs de la famille des Sapotaceae. C'est un arbre originaire du nord de l'Amazonie.

## Répartition
Forêts sèches sur sol sableux du nord de l'Amazonie du Venezuela, Guyana et Amazonas au Brésil.